# Гільовка
Гільо́вка (рос. Гилёвка) — село у складі Зав'яловського району Алтайського краю, Росія. Адміністративний центр та єдиний населений пункт Гільовської сільської ради.

## Населення
Населення — 1306 осіб (2010; 1638 у 2002).
Національний склад (станом на 2002 рік):
- росіяни — 87 %